# Radwanice
Radwanice (in tedesco Wiesau) è un comune rurale polacco del distretto di Polkowice, nel voivodato della Bassa Slesia.
Ricopre una superficie di 83,97 km² e nel 2004 contava 4 342 abitanti.